# Игинская волость
И́гинская во́лость — упразднённая административно-территориальная единица, существовавшая в составе 4-го стана Фатежского уезда Курской губернии.
Административным центром было село Игино.

## География
При образовании занимала север и северо-запад Фатежского уезда. Впоследствии территория волости неоднократно менялась. Граничила с Дмитриевским уездом Курской губернии (на западе), а также с Дмитровским и Кромским уездами Орловской губернии (на севере). Площадь волости по состоянию на 1877 год составляла 16 609 десятин (около 181 кв. км) — 6-е место из 15 в уезде.

## История
Образована в ходе крестьянской реформы 1861 года. Первоначально включила следующие населённые пункты: Игино, Локтионово, Троицкое, Ольшанец, Овсянниково, Борисовское, Басово, Сухарева, Комаровка, Рязановка, Гаево, Нижний Реут, Путчино, Дмитриевское, Бычки, Ржава, Жердево, Любаж, Ясенок, Молотычи, Петроселки, Тёплый Колодезь и другие. Впоследствии из части Игинской волости была восстановлена Нижнереутская волость. Упразднена между 1877 и 1885 годами путём присоединения к Нижнереутской волости.

## Состав волости
По состоянию на 1877 год волость включала 21 сельское общество, 21 общину, 17 населённых пунктов. Ниже представлен список наиболее значимых населённых пунктов:
- Игино
- Гнездилово
- Локтионово
- Новая Головинка
- Троицкое
- Шатохино